# St. David (Arizona)
St. David – jednostka osadnicza w Stanach Zjednoczonych, w stanie Arizona, w hrabstwie Cochise.